# Nash LaFayette
Der Nash LaFayette war eine PKW-Baureihe mit Sechszylindermotoren der Nash Motors Company in Kenosha. 1934 erinnerte man sich an den Namen der 1924 aufgekauften LaFayette Motors Corporation, deren Produktion man zugunsten des Ajax 1925 eingestellt hatte. Der neue kleine Sechszylinderwagen unterhalb des Modells Big Six sollte den Traditionsnamen erhalten. Bis 1937 lief dieses Modell als eigene Marke im Nash-Kelvinator-Konzern, dann wurde es mit dem etwas größeren Nash 400 zum Nash LaFayette 400 vereinigt. Ab dem Folgejahr bis 1940 hieß der Wagen dann einfach Nash LaFayette.

## 1934–1936: Lafayette
Das Modell 110 hatte ein Fahrgestell mit 2.870 mm Radstand. Es besaß einen seitengesteuerten Sechszylinder-Reihenmotor mit 3.569 cm³ Hubraum (Bohrung × Hub = 82,6 mm × 111,1 mm), der 75 bhp (55 kW) bei 3.200/min abgab. Die Nash-Modelle hatten in diesem Modelljahr bereits ausnahmslos obengesteuerte Motoren. Die Antriebs- und Bremsenkomponenten (Einscheiben-Trockenkupplung, 3-Gang-Getriebe mit Mittelschaltung, Hinterradantrieb, mechanische Bremsen an allen vier Rädern) entsprachen den Nash-Modellen. Es gab verschiedene offene und geschlossene Aufbauten mit 2 bis 5 Sitzplätzen. Die 4-türigen Luxusvarianten nannten sich "Brougham".
1935 gab es wenig Änderungen. Die Motorleistung des Modells 3510 stieg auf 80 bhp (59 kW) bei 3.200/min.

1936 wurde das Design überarbeitet. Das Modell 3610 zeigte klarere Linien. Der Kühlergrill mit einfachen, vertikalen Stäben wurde zunächst aus Stahl gepresst, später ersetzte ihn ein verchromtes Exemplar aus Druckguss. Das Styling des Fahrzeuges entsprach dem des neu eingeführten Nash 400, die Motorhaube war aber weiterhin geteilt und in der Mitte angeschlagen. Die Motorleistung stieg nochmals auf 83 bhp (61 kW) bei 3.200/min, und die mechanischen Bremsen wichen einem hydraulischen System.

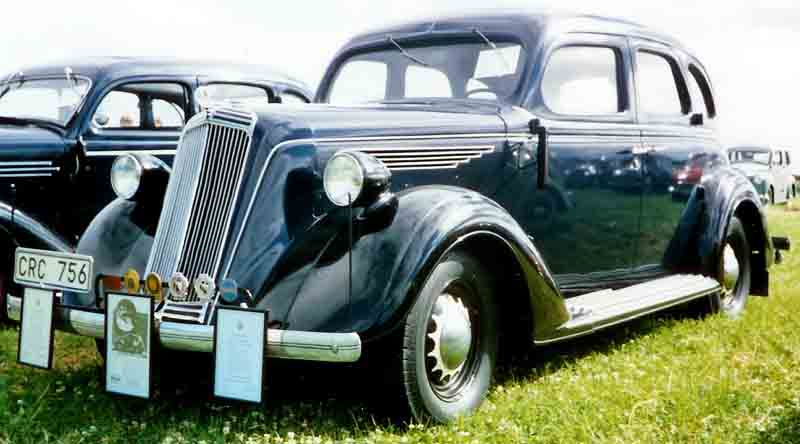
LaFayette Limousine 4 Türen Modell 3610 (1936)
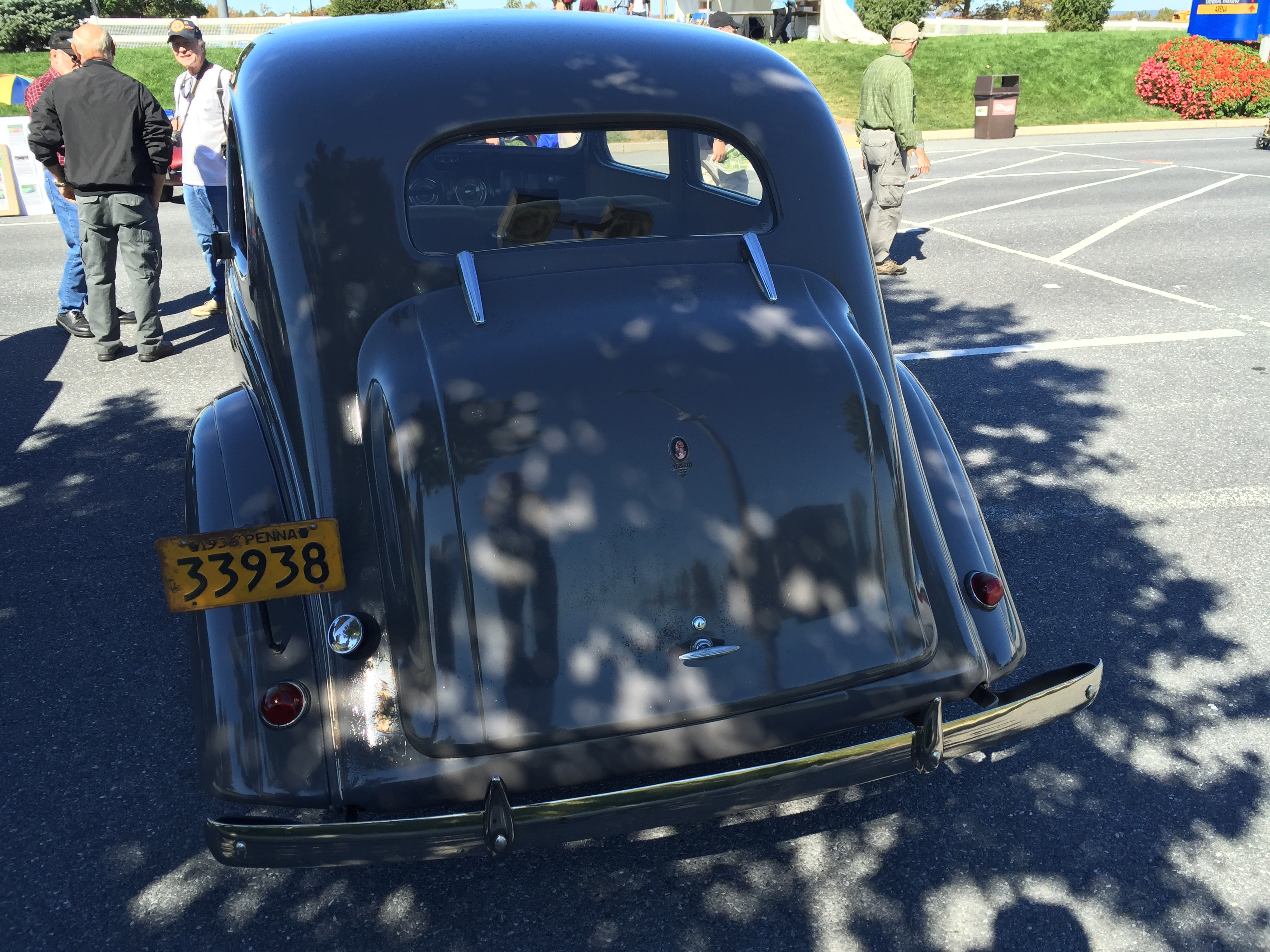
Heckansicht Limousine

## 1937: Nash LaFayette 400
Nachdem der Geschäftsleitung der Nash 400 und der LaFayette zu ähnlich schienen, vereinigte man beide Modelle zum Nash LaFayette 400, um sich nicht zu verzetteln. Die Marke LaFayette war damit vom Markt verschwunden. Das Modell 3710 übernahm den größeren Sechszylinder-Reihenmotor des Nash 400 mit 3.848 cm³ Hubraum (Bohrung × Hub = 85,7 mm × 111,1 mm) und 90 bhp (66 kW) bei 3.400/min. Auch der Radstand von 2.972 mm wurde vom größeren Modell übernommen. Von den großen Nash-Modellen dieses Modelljahres, die alle Ambassador hießen, übernahm der LaFayette 400 das Styling mit in dem Mitte nach vorne gewölbtem Grill und der geteilten Windschutzscheibe. Die Motorhaube war nun hinten angeschlagen.

## 1938–1940: Nash LaFayette

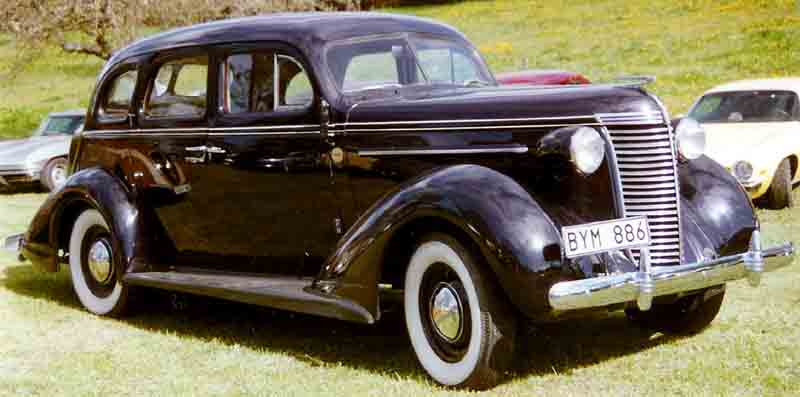
Nash LaFayette Limousine 4 Türen Modell 3818 (1938)

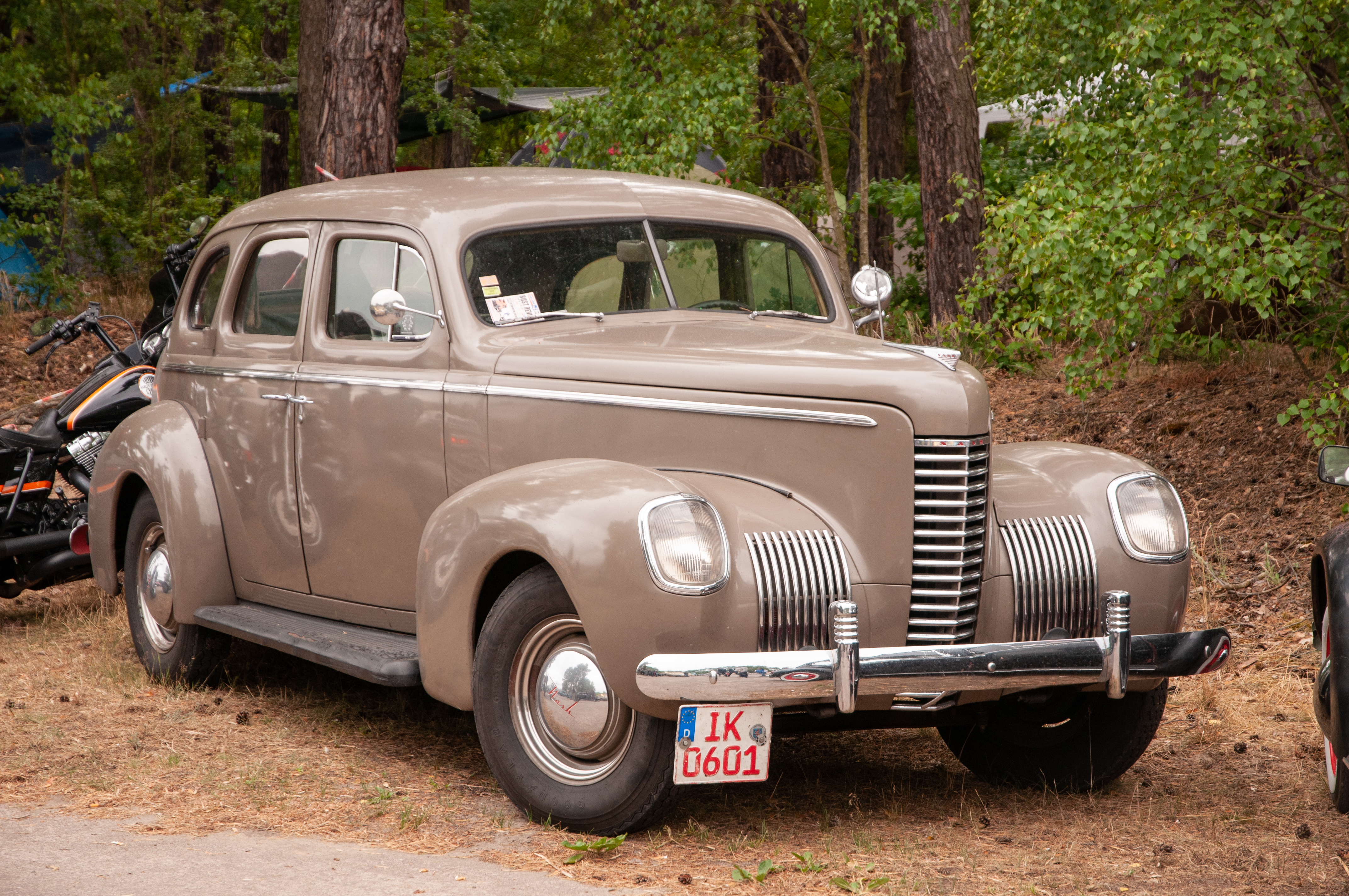
Modell 1939

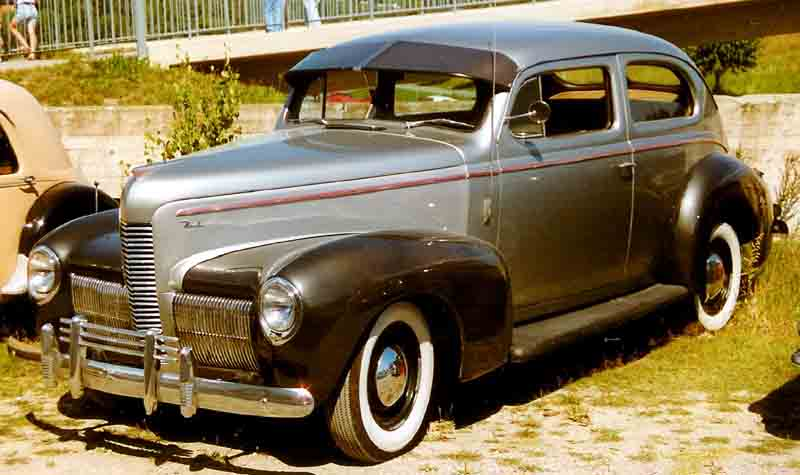
Nash LaFayette Limousine 2 Türen Modell 4013 (1940)

1938 hieß das Nash-Modell 3810 "Nash LaFayette", und sein ansonsten unveränderter Motor leistete nun 95 bhp (70 kW). Der verchromte "Rainfall"-Kühlergrill mit vertikalen Stäben war, wie bei allen Nash-Modellen, einem Exemplar mit vertikalem Mittelsteg und horizontalen Stäben gewichen.
Komplett überarbeitet präsentierte sich das Styling 1939. Alle Nash-Modelle besaßen nun eine Alligatorhaube und einen schmalen, hohen Kühlergrill mit horizontalen Stäben. Die Hauptscheinwerfer waren rechteckig und komplett in die vorderen Kotflügel eingelassen. Die Motorleistung des LaFayette, Modell 3910, stieg auf 99 bhp (73 kW) bei 3.400/min.
Auch 1940 wurde das Styling angepasst: Die vorderen Kotflügel fielen eckiger aus, sodass die nun wieder runden Hauptscheinwerfer wieder senkrecht stehende Streuscheiben besaßen. Der schmale Kühlergrill mit horizontalen Stäben aus dem Vorjahr wurde von zwei großen Grillfeldern im "Rainfall"-Design flankiert. Technisch wurde der LaFayette Modell 4010 in seinem letzten Baujahr nicht verändert.
1941 ersetzte der Ambassador 600 dieses Modell.